# William Henry Perkin Jr.
Pour les articles homonymes, voir Perkin.
William Henry Perkin Jr. (17 juin 1860 - 17 septembre 1929) est un chimiste organicien britannique qui est principalement connu pour ses travaux de recherche révolutionnaires sur la dégradation des composés organiques naturels.

## Jeunesse
Il est le fils aîné de Sir William Henry Perkin qui a fondé l'industrie de la teinture à l'aniline, et est né à Sudbury, en Angleterre, près de la teinturerie de son père à Greenford. Il est le frère d'Arthur George Perkin (1861-1937), professeur de chimie des couleurs et de teinture à l'Université de Leeds.
Perkin fait ses études à la City of London School puis au Royal College of Science, South Kensington, Londres, puis en Allemagne dans les universités de Würzbourg et de Munich. A Munich, il est doctorant sous la direction d'Adolf von Baeyer. De 1883 à 1886, il occupe le poste de Privatdozent à l'Université de Munich. Il ne perd jamais le contact avec son ami Baeyer et prononce la conférence commémorative après la mort de Baeyer en 1917 .
En 1887, il retourne en Grande-Bretagne et devient professeur de chimie au Heriot-Watt College d'Édimbourg, en Écosse, où l'aile de chimie du campus principal s'appelle actuellement The William Perkin Building.

## Manchester

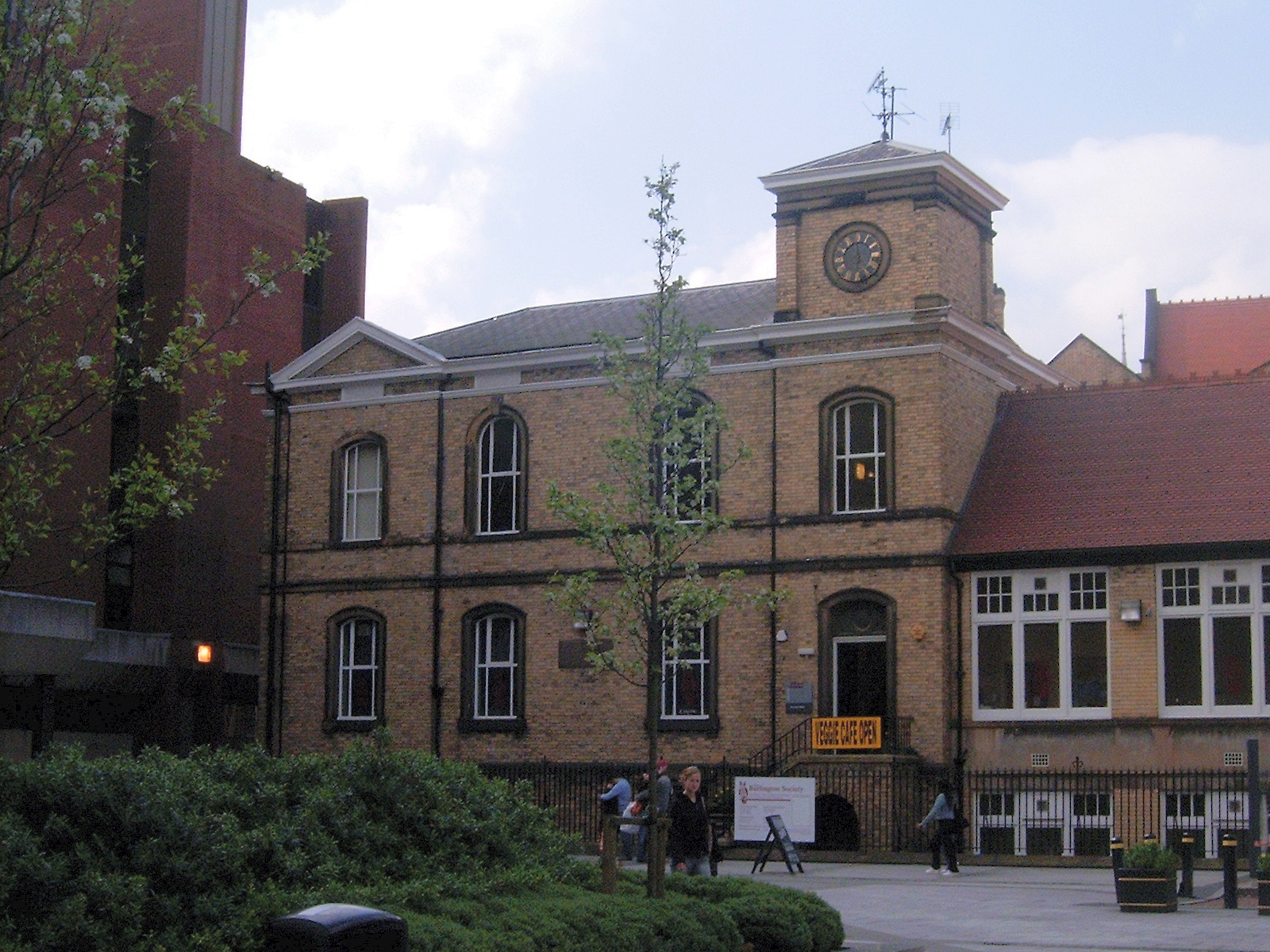
Le bâtiment Schunck, Université de Manchester; à droite le laboratoire Perkin

En 1892, il accepte la chaire de chimie organique à Owens College, Manchester, Angleterre, succédant à Carl Schorlemmer, qu'il occupe jusqu'en 1912. Pendant cette période, son enseignement stimulant et ses brillantes recherches attirent des étudiants de toutes parts, et il forme à Manchester une école de chimie organique célèbre dans toute l'Europe. Cela est possible parce qu'il s'est vu attribuer de nouveaux bâtiments de laboratoire, qu'il a planifiés avec le célèbre architecte Alfred Waterhouse, similaires à ceux construits par Baeyer à Munich. Le discours de la cérémonie d'ouverture est prononcé par Ludwig Mond. Un bâtiment de laboratoire supplémentaire avec une bibliothèque et 20 300 £ est offert par le chimiste et industriel Edward Schunck (en) en 1895. Son laboratoire est démonté brique par brique et recréé à Owens College.
Frank Lee Pyman, Robert Robinson (qui plus tard remporte un prix Nobel de chimie), Walter Norman Haworth et Eduard Hope obtiennent leur diplôme à Owens College pendant que Perkin y est. Le conflit avec Chaim Weizmann, qui occupe un poste postdoctoral et est un ami de Perkin, au sujet de la fermentation de l'amidon en alcool isoamylique qui est la matière première du caoutchouc synthétique et donc industriellement pertinent, conduit au licenciement de Weizmann. En 1912, à la suite d'un changement prévu dans la politique universitaire impliquant des coopérations industrielles, qui aurait entraîné une perte de revenus importante pour Perkin, il accepte un poste à Oxford.

## Oxford
En 1912, il succède au professeur William Odling au poste de professeur Waynflete de chimie à l'Université d'Oxford, en Angleterre, poste qu'il occupe jusqu'en 1929. À ses débuts, cinq collèges ont leurs propres laboratoires. Il doit d'abord emménager dans le laboratoire Odling, une réplique de la cuisine médiévale de l'abbé à Glastonbury. Pendant le séjour de Perkin là-bas, de nouveaux laboratoires plus étendus sont construits (le laboratoire Dyson Perrins) et, pour la première fois en Angleterre, une période de recherche devient une partie nécessaire du cursus universitaire de chimie pour obtenir un baccalauréat spécialisé. Mais la rivalité constante avec le département de chimie physique, par exemple Frederick Soddy, conduit à la situation dans laquelle la plupart des diplômés choisissent la chimie physique ou inorganique comme matière, et Perkin recrute la plupart de ses chercheurs postdoctoraux dans d'autres universités.

## Publications
Les travaux de Perkin sont publiés dans une série d'articles dans Transactions of the Chemical Society. Les premiers articles traitent des propriétés et des modes de synthèse des hydrocarbures de la chaîne nuageuse et de leurs dérivés. Ce travail conduit naturellement à la synthèse de nombreux terpènes et membres du groupe camphré ; et aussi à l'étude de divers alcaloïdes et colorants naturels. En plus des travaux purement scientifiques, Perkin reste en contact étroit avec l'industrie chimique. Avec son beau-frère, le professeur Frederic Kipping, Perkin écrit des manuels sur la chimie pratique, la chimie inorganique et organique ; leur chimie organique est parue en 1899.

## Honneurs et récompenses
Perkin est élu membre de la Royal Society en juin 1890 et reçoit leur médaille Davy en 1904 et leur médaille royale en 1925. Il est président de la Chemical Society de 1913 à 1916 et reçoit leur médaille Longstaff en 1900. En 1910, il est diplômé honoraire de l'Université d'Édimbourg, recevant le diplôme de docteur en droit (LL. RÉ.) .

## Vie privée
En 1887, il épouse Mina Holland, l'une des trois sœurs. Ils n'ont pas d'enfants.
Ses deux beaux-frères sont eux-mêmes d'éminents scientifiques (Arthur Lapworth et Frederick Kipping).
Il meurt à Oxford le 17 septembre 1929 et y est enterré au cimetière de Wolvercote.